# Liste des cratères de la Lune, R-S
Voici une partie de la liste des cratères de la Lune. Quand un cratère possède des cratères satellites, ceux-ci sont décrits dans l'article du cratère principal.

## R
| Cratère         | Diamètre | Éponyme                                           |
| --------------- | -------- | ------------------------------------------------- |
| Rabbi Levi      | 81 km    | Rabbi Levi ben Gershom (1288-1344)                |
| Racah           | 63 km    | Giulio Racah (1909-1965)                          |
| Raimond         | 70 km    | Jean Jacques Raimond, Jr. (1903-1961)             |
| Raman           | 10 km    | Chandrasekhara Venkata Raman (1888-1970)          |
| Ramon           | 17 km    | Ilan Ramon (1954–2003)                            |
| Ramsay          | 81 km    | William Ramsay (1852-1916)                        |
| Ramsden         | 24 km    | Jesse Ramsden (1735-1800)                         |
| Rankine         | 8 km     | William Rankine (1820-1872)                       |
| Raspletin       | 48 km    | Aleksandr Andreyevich Raspletin (1908-1967)       |
| Ravi            | 2.5 km   | (prénom masculin indien)                          |
| Rayet           | 27 km    | Georges Rayet (1839-1906)                         |
| Rayleigh        | 114 km   | John William Strutt Rayleigh (1842-1919)          |
| Razumov         | 70 km    | Vladimir Vasil'evich Razumov (1890-1967)          |
| Réaumur         | 52 km    | René-Antoine Ferchault de Réaumur (1683-1757)     |
| Recht           | 20 km    | Albert William Recht (1892-1962)                  |
| Regiomontanus   | 108 km   | Regiomontanus (1436-1476)                         |
| Regnault        | 46 km    | Henri Victor Regnault (1810-1878)                 |
| Reichenbach     | 71 km    | Georg von Reichenbach (1772-1826)                 |
| Reimarus        | 48 km    | Nicolai Reymers Baer (circa 1550-circa 1600)      |
| Reiner          | 29 km    | Vincenzo Reinieri (1606-1647)                     |
| Reinhold        | 42 km    | Erasmus Reinhold (1511-1553)                      |
| Repsold         | 109 km   | Johann Georg Repsold (1770-1830)                  |
| Resnik (en)     | 20 km    | Judith A. Resnik (1949-1986)                      |
| Respighi        | 18 km    | Lorenzo Respighi (1824-1890)                      |
| Rhaeticus       | 45 km    | Georg Joachim Rheticus (1514-1576)                |
| Rheita          | 70 km    | Anton Maria Schyrleus de Rheita (circa 1597-1660) |
| Riccioli        | 139 km   | Giovanni Battista Riccioli (1598-1671)            |
| Riccius         | 71 km    | Augustine Riccius (vivant 1513)                   |
| Riccius         | 71 km    | Matteo Ricci (1552-1610)                          |
| Ricco           | 65 km    | Annibale Riccò (1844-1911)                        |
| Richards        | 16 km    | Theodore William Richards (1868-1928)             |
| Richardson      | 141 km   | Owen Willans Richardson (1879-1959)               |
| Riedel          | 47 km    | Klaus Riedel (1907-1944)                          |
| Riedel          | 47 km    | Walter Riedel (1902-1968)                         |
| Riemann         | 163 km   | Georg Friedrich Bernhard Riemann (1826-1866)      |
| Rinine          | 75 km    | Nikolai Alexsevitch Rinine (1877-1942)            |
| Ritchey         | 24 km    | George Willis Ritchey (1864-1945)                 |
| Rittenhouse     | 26 km    | David Rittenhouse (1732-1796)                     |
| Ritter          | 29 km    | Carl Ritter (1779-1859)                           |
| Ritter          | 29 km    | August Ritter (vivant 1890)                       |
| Ritz            | 51 km    | Walter Ritz (1878-1909)                           |
| Robert          | 1 km     | (prénom masculin anglais)                         |
| Roberts         | 89 km    | Alexander William Roberts (1857-1938)             |
| Roberts         | 89 km    | Sir Isaac Roberts (1829-1904)                     |
| Robertson       | 88 km    | Howard Percy Robertson (1903-1961)                |
| Robinson        | 24 km    | John Thomas Romney Robinson (1792-1882)           |
| Rocca           | 89 km    | Giovanni Antonio Rocca (1607-1656)                |
| Rocco           | 4 km     | (prénom masculin italien)                         |
| Roche           | 160 km   | Édouard Albert Roche (1820-1883)                  |
| Romeo (cratère) | 8 km     | (prénom masculin italien)                         |
| Römer           | 39 km    | Ole Rømer (1644-1710)                             |
| Röntgen         | 126 km   | Wilhelm Conrad Röntgen (1845-1923)                |
| Rosa            | 1 km     | (prénom féminin)                                  |
| Rosenberger     | 95 km    | Otto August Rosenberger (1800-1890)               |
| Ross            | 24 km    | James Clark Ross (1800-1862)                      |
| Ross            | 24 km    | Frank Elmore Ross (1874-1966)                     |
| Rosse           | 11 km    | William Parsons, Lord Rosse (1800-1867)           |
| Rosseland       | 75 km    | Svein Rosseland (1894-1985)                       |
| Rost            | 48 km    | Johann Leonhard Rost (1688-1727)                  |
| Rothmann (en)   | 42 km    | Christoph Rothmann (ca 1550/1560-1601)            |
| Rowland         | 171 km   | Henry Augustus Rowland III (1848-1901)            |
| Rojdestvenski   | 177 km   | Dmitri Rojdestvenski (1876-1940)                  |
| Rumford         | 61 km    | Count Rumford (1753-1814)                         |
| Runge           | 38 km    | Carl Runge (1856-1927)                            |
| Russell         | 103 km   | Henry Norris Russell (1877-1957)                  |
| Russell         | 103 km   | John Russell (1745-1806)                          |
| Ruth            | 3 km     | (prénom féminin hébreu)                           |
| Rutherford      | 13 km    | Ernest Rutherford (1871-1937)                     |
| Rutherfurd      | 48 km    | Lewis Morris Rutherfurd (1816-1892)               |
| Rydberg         | 49 km    | Johannes Rydberg (1854-1919)                      |
| Ryder           | 17 km    | Graham Ryder (1949-2002)                          |

## S
| Cratère          | Diamètre | Éponyme                                                     |
| ---------------- | -------- | ----------------------------------------------------------- |
| Sabatier         | 10 km    | Paul Sabatier (1854-1941)                                   |
| Sabine           | 30 km    | Edward Sabine (1788-1883)                                   |
| Sacrobosco       | 98 km    | Johannes de Sacrobosco (John Holywood, circa 1200-1256)     |
| Saenger          | 75 km    | Eugen Sänger (1905-1964)                                    |
| Šafarík          | 27 km    | Vojtech Šafarík (1829-1902)                                 |
| Saha             | 99 km    | Meghnad Saha (1893-1956)                                    |
| Samir            | 2 km     | (prénom masculin Arabe)                                     |
| Sampson          | 1 km     | Ralph Allen Sampson (1866-1939)                             |
| Sanford          | 55 km    | Roscoe Frank Sanford (1883-1958)                            |
| Santbech         | 64 km    | Daniel Santbech Noviomagus (dates inconnues-vivant en 1561) |
| Santos-Dumont    | 8 km     | Alberto Santos-Dumont (1873-1932)                           |
| Sarabhai         | 7 km     | Vikram Ambalal Sarabhai (1919-1971)                         |
| Sarton           | 69 km    | George Alfred Leon Sarton (1884-1956)                       |
| Sasserides       | 90 km    | Gellio Sasceride (1562-1612)                                |
| Saunder          | 44 km    | Samuel Arthur Saunder (1852-1912)                           |
| Saussure         | 54 km    | Horace-Bénédict de Saussure (1740-1799)                     |
| Scaliger         | 84 km    | Joseph Juste Scaliger (1540-1609)                           |
| Schaeberle       | 62 km    | John Martin Schaeberle (1853-1924)                          |
| Scheele (en)     | 4 km     | Carl Wilhelm Scheele (1742-1786)                            |
| Scheiner         | 110 km   | Christoph Scheiner (1575-1650)                              |
| Schiaparelli     | 24 km    | Giovanni Virginio Schiaparelli (1835-1910)                  |
| Schickard        | 206 km   | Wilhelm Schickard (1592-1635)                               |
| Schiller         | 180 km   | Julius Schiller (vivant 1627)                               |
| Schjellerup      | 62 km    | Hans Carl Frederik Christian Schjellerup (1827-1887)        |
| Schlesinger      | 97 km    | Frank Schlesinger (1871-1943)                               |
| Schliemann       | 80 km    | Heinrich Schliemann (1822-1890)                             |
| Schlüter         | 89 km    | Heinrich Schlüter (1815-1844)                               |
| Schmidt          | 11 km    | Johann Friedrich Julius Schmidt (1825-1884)                 |
| Schmidt          | 11 km    | Bernhard Schmidt (1879-1935)                                |
| Schmidt          | 11 km    | Otto Ioulievitch Schmidt (1891-1956)                        |
| Schneller        | 54 km    | Herbert Schneller (1901-1967)                               |
| Schomberger      | 85 km    | Georg Schomberger (1597-1645)                               |
| Schönfeld        | 25 km    | Eduard Schönfeld (1828-1891)                                |
| Schorr           | 53 km    | Richard Schorr (1867-1951)                                  |
| Schrödinger      | 312 km   | Erwin Schrödinger (1887-1961)                               |
| Schröter         | 35 km    | Johann Hieronymus Schröter (1745-1816)                      |
| Schubert         | 54 km    | Theodor Friedrich von Schubert (1789-1865)                  |
| Schumacher       | 60 km    | Heinrich Christian Schumacher (1780-1850)                   |
| Schuster         | 108 km   | Arthur Schuster (1851-1934)                                 |
| Schwabe          | 25 km    | Samuel Heinrich Schwabe (1789-1875)                         |
| Schwarzschild    | 212 km   | Karl Schwarzschild (1873-1916)                              |
| Scobee (en)      | 40 km    | Francis Richard Scobee (1939-1986)                          |
| Scoresby         | 55 km    | William Scoresby (1789-1857)                                |
| Scott            | 103 km   | Robert Falcon Scott (1868-1912)                             |
| Seares           | 110 km   | Frederick Hanley Seares (1873-1964)                         |
| Secchi           | 22 km    | Pietro Angelo Secchi (1818-1878)                            |
| Sechenov         | 62 km    | Ivan Setchenov (1829-1905)                                  |
| Seeliger         | 8 km     | Hugo Hans Ritter von Seeliger (1849-1924)                   |
| Segers           | 17 km    | Carlos Segers (1900-1967)                                   |
| Segner           | 67 km    | Johann Andreas Segner (1704-1777)                           |
| Seidel (en)      | 62 km    | Philipp Ludwig von Seidel (1821-1896)                       |
| Seleucus (en)    | 43 km    | Séleucos de Séleucie (vivant circa 150 Av. J.-C.)           |
| Seneca           | 46 km    | Sénèque le Jeune (4 Av. J.-C.-65 Ap. J.-C.)                 |
| Seyfert          | 110 km   | Carl Keenan Seyfert (1911-1960)                             |
| Shackleton       | 19 km    | Sir Ernest Henry Shackleton (1874-1922)                     |
| Shahinaz         | 15 km    | (prénom féminin turc)                                       |
| Shaler           | 48 km    | Nathaniel Southgate Shaler (1841-1906)                      |
| Shapley          | 23 km    | Harlow Shapley (1885-1972)                                  |
| Sharonov         | 74 km    | Vsevolod Vasilievich Sharonov (1901-1964)                   |
| Sharp (en)       | 39 km    | Abraham Sharp (1651-1742)                                   |
| Shatalov         | 21 km    | Vladimir Aleksandrovitch Chatalov (1927-)                   |
| Shayn            | 93 km    | Grigory Shajn (1892-1956)                                   |
| Sheepshanks      | 25 km    | Anne Sheepshanks (1789-1876)                                |
| Sherrington      | 18 km    | Sir Charles Scott Sherrington (1856-1952)                   |
| Shi Shen         | 43 km    | Shi Shen (fl. IVe siècle av. J.-C.)                         |
| Shirakatsi       | 51 km    | Anania Shirakatsi (circa 620-circa 685)                     |
| Shoemaker        | 50,9 km  | Eugene Merle Shoemaker (1928-1997)                          |
| Short            | 70 km    | James Short (1710-1768)                                     |
| Shternberg       | 70 km    | Pavel Karlovich Shternberg (Sternberg, 1865-1920)           |
| Shuckburgh       | 38 km    | George Shuckburgh (1751-1804)                               |
| Shuleykin        | 15 km    | Mikhail Vasil'evich Shuleykin (1884-1939)                   |
| Siedentopf       | 61 km    | Heinrich Siedentopf (1906-1963)                             |
| Sierpinski       | 69 km    | Waclaw Sierpinski (1882-1969)                               |
| Sikorsky         | 98 km    | Igor Ivanovich Sikorsky (1889-1972)                         |
| Silberschlag     | 13 km    | Johann Esaias Silberschlag (1721-1791)                      |
| Simpelius        | 70 km    | Hugh Sempill (1596-1654)                                    |
| Sinas            | 11 km    | Simon Sinas (1810-1876)                                     |
| Sirsalis         | 42 km    | Gerolamo Sersale (1584-1654)                                |
| Sisakyan         | 34 km    | Norajr Martirosovich Sisakyan (1907-1966)                   |
| Sita             | 2 km     | (prénom féminin indien)                                     |
| Sklodowska       | 127 km   | Maria Sklodowska-Curie (1867-1934)                          |
| Slipher          | 69 km    | Earl Charles Slipher (1883-1964)                            |
| Slipher          | 69 km    | Vesto Melvin Slipher (1875-1969)                            |
| Slocum           | 13 km    | Frederick Slocum (1873-1944)                                |
| Smith (en)       | 34 km    | Michael John Smith (1945-1986)                              |
| Smithson         | 5 km     | James Smithson (1765-1829)                                  |
| Smoluchowski     | 83 km    | Marian Smoluchowski (1872-1917)                             |
| Snellius         | 82 km    | Willebrord Snell (1591-1626)                                |
| Sniadecki        | 43 km    | Jan Śniadecki (1756-1830)                                   |
| Soddy            | 42 km    | Frederick Soddy (1877-1956)                                 |
| Somerville       | 15 km    | Mary Fairfax Somerville (1780-1872)                         |
| Sommerfeld       | 169 km   | Arnold Johannes Wilhelm Sommerfeld (1868-1951)              |
| Sömmering        | 28 km    | Samuel Thomas Sömmerring (1755-1830)                        |
| Soraya           | 2 km     | (prénom féminin persan)                                     |
| Sosigenes        | 17 km    | Sosigène d'Alexandrie (vivant 46 av. J.-C.)                 |
| South            | 104 km   | James South (1785-1867)                                     |
| Spallanzani      | 32 km    | Lazzaro Spallanzani (1729-1799)                             |
| Spencer Jones    | 85 km    | Sir Harold Spencer Jones (1890-1960)                        |
| Spörer           | 27 km    | Friederich Wilhelm Gustav Spörer (1822-1895)                |
| Spurr            | 13 km    | Josiah Edward Spurr (1870-1950)                             |
| St. John         | 68 km    | Charles E. St. John (1857-1935)                             |
| Stadius          | 69 km    | Joannes Stadius (1527-1579)                                 |
| Stark            | 49 km    | Johannes Stark (1874-1957)                                  |
| Stearns          | 36 km    | Carl Leo Stearns (1892-1972)                                |
| Stebbins         | 131 km   | Joel Stebbins (1878-1966)                                   |
| Stefan           | 125 km   | Josef Stefan (1835-1893)                                    |
| Stein            | 33 km    | Johan Willem Jakob Antoon Stein (1871-1951)                 |
| Steinheil        | 67 km    | Carl August von Steinheil (1801-1870)                       |
| Steklov          | 36 km    | Vladimir Andreevich Steklov (1864-1926)                     |
| Stella           | 1 km     | (prénom féminin latin)                                      |
| Steno            | 31 km    | Nicolaus Steno (1638-1686)                                  |
| Sternfeld        | 100 km   | Ary Abramovich Sternfeld (1905-1980)                        |
| Stetson          | 64 km    | Harlan True Stetson (1885-1964)                             |
| Stevinus (en)    | 74 km    | Simon Stevin (1548-1620)                                    |
| Stewart (en)     | 13 km    | John Quincy Stewart (1894-1972)                             |
| Stiborius (en)   | 43 km    | Andreas Stoberl (1465-1515)                                 |
| Stöfler          | 126 km   | Johannes Stöffler (1452-1531)                               |
| Stokes           | 51 km    | Sir George Gabriel Stokes (1819-1903)                       |
| Stoletov         | 42 km    | Aleksandr Grigorievich Stoletov (1839-1896)                 |
| Stoney           | 45 km    | George Johnstone Stoney (1826-1911)                         |
| Störmer          | 69 km    | Fredrik Carl Mülertz Störmer (1874-1957)                    |
| Strabo           | 55 km    | Strabon (54 Av. J.-C.-24 ap. J.-C.)                         |
| Stratton         | 70 km    | Frederick John Marrion Stratton (1881-1960)                 |
| Street           | 57 km    | Thomas Street (1621-1689)                                   |
| Strömgren        | 61 km    | Elis Strömgren (1870-1947)                                  |
| Struve           | 164 km   | Otto Wilhelm von Struve (1819-1905)                         |
| Struve           | 164 km   | Otto Struve (1897-1963)                                     |
| Struve           | 164 km   | Friedrich Georg Wilhelm von Struve (1793-1864)              |
| Subbotin         | 67 km    | Mikhail Fedorovich Subbotin (1893-1966)                     |
| Suess            | 8 km     | Eduard Suess (1831-1914)                                    |
| Sulpicius Gallus | 12 km    | Caius Sulpicius Gallus (vivant circa 166 av. J.-C.)         |
| Sumner           | 50 km    | Thomas Hubbard Sumner (1807-1876)                           |
| Sundman          | 40 km    | Karl Fritiof Sundman (1873-1949)                            |
| Sung-Mei         | 5 km     | (prénom féminin chinois)                                    |
| Susan            | 1 km     | (prénom féminin anglais)                                    |
| Sverdrup         | 35 km    | Otto Sverdrup (1855-1930)                                   |
| Swann            | 42 km    | William Francis Gray Swann (1884-1962)                      |
| Swasey           | 23 km    | Ambrose Swasey (en) (1846-1937)                             |
| Swift            | 10 km    | Lewis Swift (1820-1913)                                     |
| Sylvester        | 58 km    | James Joseph Sylvester (1814-1897)                          |
| Szilard          | 122 km   | Leó Szilárd (1898-1964)                                     |